# Fehérorosz férfi kézilabda-válogatott
A fehérorosz férfi kézilabda-válogatott Fehéroroszország nemzeti csapata, melyet a Fehérorosz Kézilabda-szövetség (belarusz nyelven: Беларуская Фэдэрацыя гандбола, magyar átírásban: Belaruszkaja federacija handbola) irányít.
Egészen 1991-ig a Szovjetunió tagjaként a szovjet válogatottat erősítették a világeseményeken.
Az újjáalakulást követően először az 1994-es Európa-bajnokságon szerepeltek és a 8. helyet szerezték meg. Világbajnokságon eddig egy alkalommal voltak jelen, 1995-ben Izlandon a 9. helyen végeztek.
A 2008-as Európa-bajnokságra sikerült kijutniuk. A selejtezők rájátszásában Svájcot győzték le. Az Eb azonban nem sok örömük volt, mivel csoportkörben három vereséget szenvedtek és kiestek.

## Eredmények nemzetközi tornákon
A válogatott legjobb eredményei: 9. hely az 1995-ös világbajnokságon és egy 8. hely az 1994-es Európa-bajnokságon.